# Uga
Uga – miasto w Nigerii, w stanie Anambra.